# Сделано в Америке (фильм, 1993)
«Сделано в Америке» (англ. Made in America) — кинокомедия режиссёра Ричарда Бенджамина.

## Сюжет
У афроамериканки Зоры никогда не было отца, потому что её мать Сара воспользовалась спермой анонимного донора. Она узнаёт, что донором является продавец автомобилей Хэл, и он белый. Это вызывает шок у Сары, потому что она заказывала сперму от афроамериканца. К тому же, вопреки просьбам Сары в клинике, Хэл оказывается не слишком интеллектуальной особой.

## В ролях
| Актёр           | Роль                  |
| --------------- | --------------------- |
| Вупи Голдберг   | Сара Мэтьюз           |
| Ниа Лонг        | Зора Мэтьюз           |
| Тед Дэнсон      | Хэлберт «Хэл» Джексон |
| Уилл Смит       | Ти Кейк Уолтерс       |
| Дженнифер Тилли | Стейси                |
| Шон Леви        | Дуэйн                 |